# Juliette Fidon-Lebleu
Juliette Fidon-Lebleu (ur. 28 października 1996 w Amiens) – francuska siatkarka, grająca na pozycji przyjmującej.

## Sukcesy klubowe
Liga francuska:
- 2018

Liga polska:
- 2021

Liga grecka:
- 2022[5]